# Nerastria catilina
Nerastria catilina är en fjärilsart som beskrevs av Druce. Nerastria catilina ingår i släktet Nerastria och familjen nattflyn. Inga underarter finns listade i Catalogue of Life.